# Koalescencja
Koalescencja – proces, w którym dwie lub więcej cząstek łączy się z sobą, tworząc pojedynczą cząstkę.
Koalescencja zachodząca w układach koloidalnych (na przykład pianach i emulsjach) polega na łączeniu się cząstek fazy rozproszonej (kropli cieczy lub pęcherzyków gazu) w większe, co zmniejsza stopień dyspersji układu. Doprowadza to do rozbicia emulsji na odrębne fazy lub opadnięcia piany.
Proces koalescencji zachodzący w chmurach prowadzi do powstawania kropli deszczu.